# Казино Лісабон (Макао)
Казино Лісабон (кит.: 葡京娛樂場, англ. Casino Lisboa (Macau))  — готель-казино в місті Се, Макао, КНР. Казино належить Sociedade de Turismo e Diversões de Macau (STDM), компанії Стенлі Хо. Цей триповерховий комплекс був побудований наприкінці 1960-х.
Оригінальне казино та 12-поверхова кругла готельна вежа були побудовані 1970 року Стенлі Хо, Тедді Іпом, Іпом Хоном та Генрі Фоком. 1991 року готель було розширено на 270 номерів, після чого їх стало 927.
2006 року поруч із нинішнім комплексом було збудовано ще одну прибудову — казино Grand Lisboa. Таким чином, в готелі Лісабон 2010 року вже було 2362 номери.

## Галерея

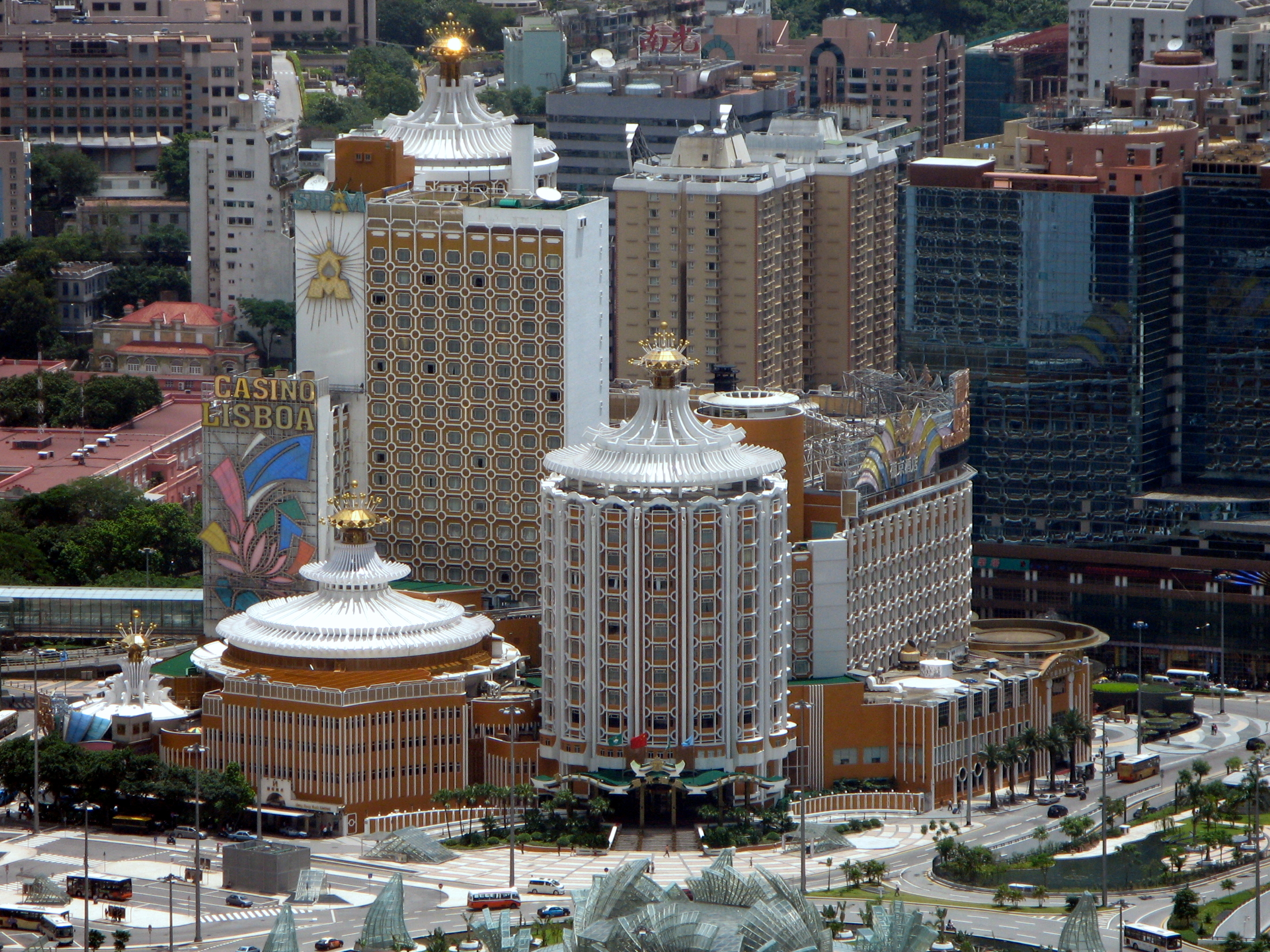
Казино Лісабон (Макао)
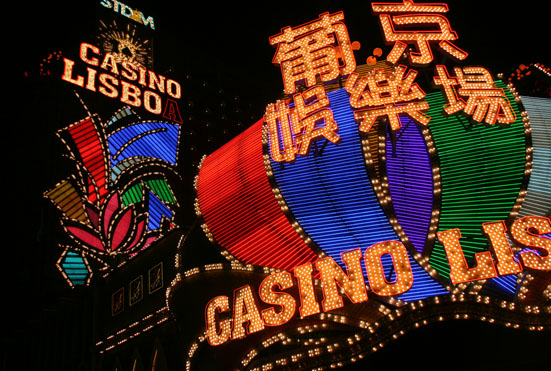
Вхід вночі
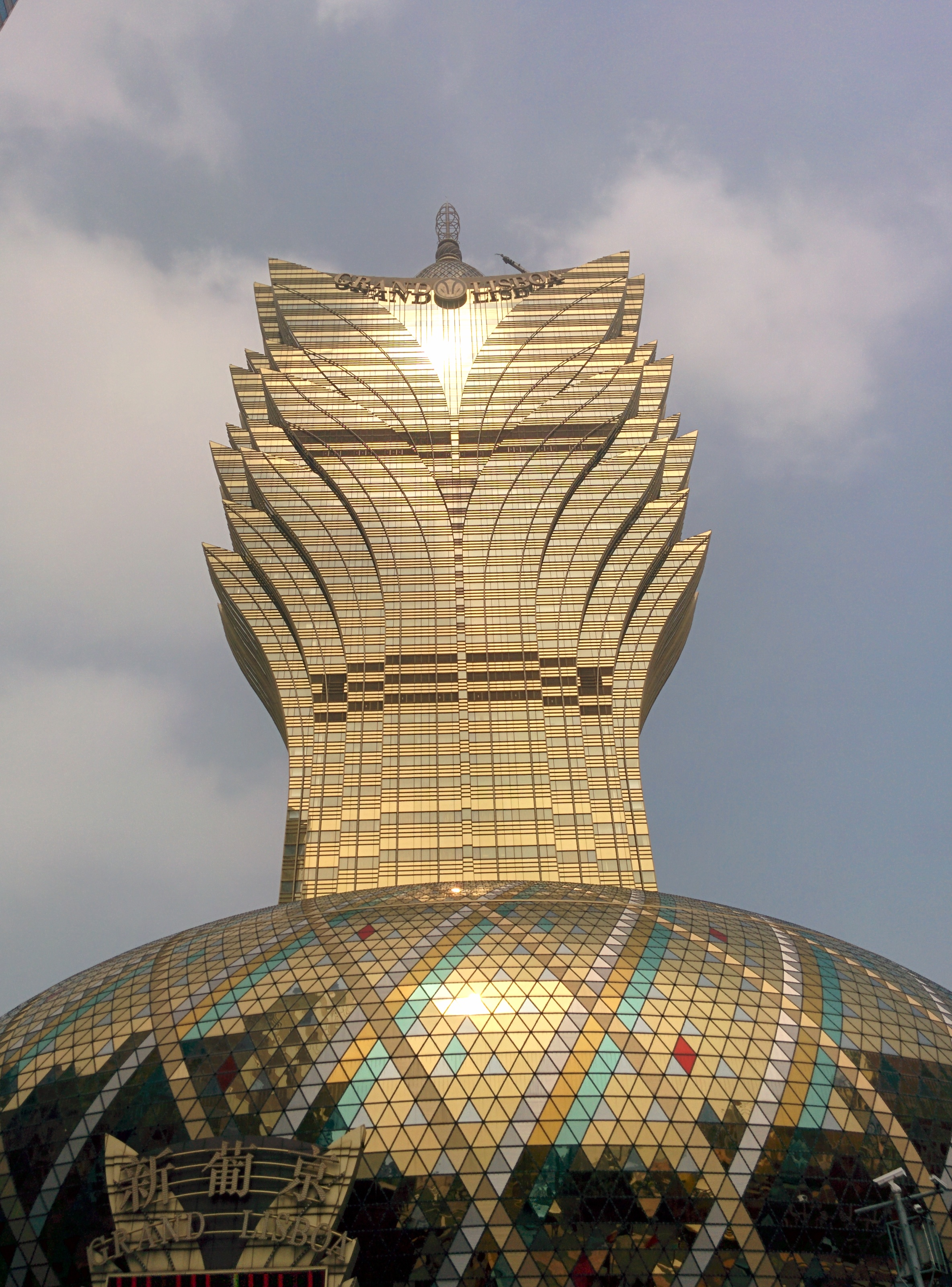
Казино Лісабон
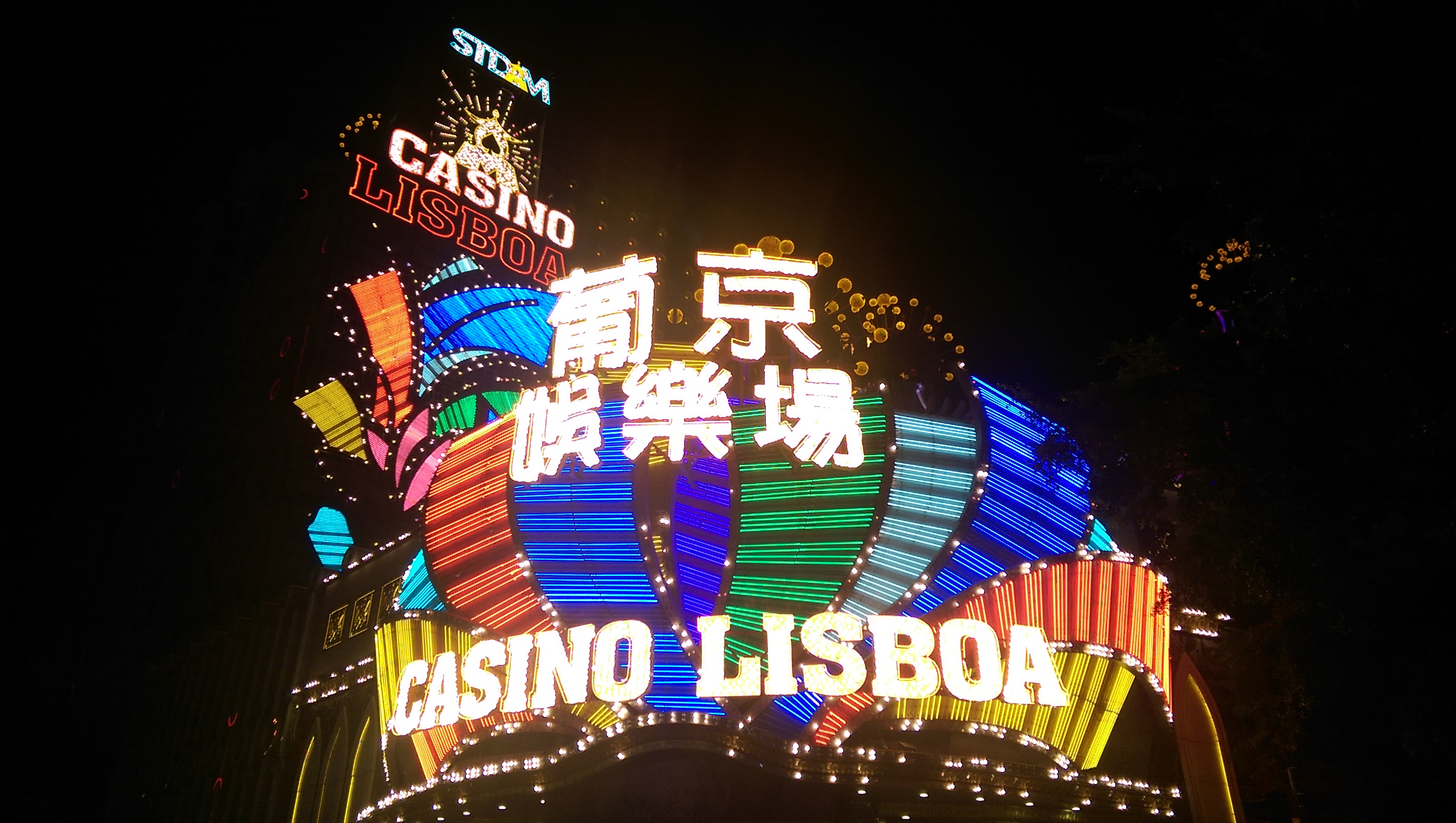